# Lipova (gmina Vrnjačka Banja)
Lipova (cyr. Липова) – wieś w Serbii, w okręgu raskim, w gminie Vrnjačka Banja. W 2011 roku liczyła 985 mieszkańców.